# Ватерполо за мушкарце на Летњим олимпијским играма 2024.
Олимпијски турнир у ватерполу за мушкарце одржао се у оквиру Летњих олимпијских игара 2024. у Паризу у периоду од 28. јула до 11. августа 2024. године у Париском Акватик Центру. Укупно се 29. пут ватерполо играо на Олимпијским играма.
Ватерполо репрезентација Србије победила је у финалу Олимпијских игара селекцију Хрватске са 13:11 (5:2, 3:3, 3:3, 2:3), стигла је до треће злата на Олимпијским играма у низу. 
Ватерполо репрезентација САД освојила је бронзану медаљу на Олимпијским играма. Изабраници Дејана Удовичића победили су Мађарску после петераца са 11:8 (3:2, 1:1, 2:2, 2:3 – 3:0).

## Квалификовани тимови
| Начин квалификације                | Датум                           | Домаћин(и) | Број места | Квалификован(и)                         |
| ---------------------------------- | ------------------------------- | ---------- | ---------- | --------------------------------------- |
| Домаћин                            | 13. септембар 2017              | Лима       | 1          | Француска                               |
| Светско првенство 2023.            | 17-29. јул 2023.                | Фукуока    | 2          | Мађарска · Грчка                        |
| Азијске игре 2022.                 | 2-7. октобар 2023.              | Хангџоу    | 1          | Јапан                                   |
| Панамеричке игре 2023.             | 30. октобар - 4. новембар 2023. | Сантјаго   | 1          | Сједињене Државе                        |
| Европско првенство 2024.           | 4—16. јануар 2024.              | Загреб     | 1          | Шпанија                                 |
| Светско првенство 2024.            | 5—17. фебруар 2024.             | Доха       | 4          | Србија · Хрватска · Црна Гора · Италија |
| Светско првенство 2024 - Океаније  | 5—17. фебруар 2024.             | Доха       | 1          | Аустралија                              |
| Светско првенство 2024 - Африка    | 5—17. фебруар 2024.             | Доха       | 1          | Јужна Африка                            |
| Светско првенство 2024 - Вајлдкард | 5—17. фебруар 2024.             | Доха       | 1          | Румунија                                |
| Укупно                             |                                 |            | 12         |                                         |

Јужна Африка се повукла са такмичења а уместо ње позивницу је добила репрезентација Румуније.

## Распоред
| Г | Групна фаза | ¼ | Четвртфинале | ½ | Полуфинале | Б | Утакмица за бронзану медаљу | Ф | Финале |

| 28. јул | 29. јул | 30. јул | 31. јул | 1. авг. | 2. авг. | 3. авг. | 4. авг. | 5. авг. | 6. авг. | 7. авг. | 8. авг. | 9. авг. | 10. авг. | 11. авг. | 11. авг. |
| ------- | ------- | ------- | ------- | ------- | ------- | ------- | ------- | ------- | ------- | ------- | ------- | ------- | -------- | -------- | -------- |
| Г       |         | Г       |         | Г       |         | Г       |         | Г       |         | ¼       |         | ½       |          | Б        | Ф        |

## Жреб
Жреб је одржан у Дохиу, 17. фебруара 2024. године.
| Први шешир       | Други шешир        | Трећи шешир                   | Четврти шешир    | Пети шешир       | Шести шешир                     |
| ---------------- | ------------------ | ----------------------------- | ---------------- | ---------------- | ------------------------------- |
| Мађарска · Грчка | Шпанија · Хрватска | Аустралија · Сједињене Државе | Јапан · Румунија | Италија · Србија | Црна Гора · Француска (домаћин) |

## Групна фаза

### Група А
| 28. јул 15:00 | Извештај | Италија                                      | 12 : 8  | Сједињене Државе | Париски Акватик Центар, Париз Судије: Тамаш Ковач Војин Путниковић |
| 28. јул 15:00 | Извештај | Резултати по четвртинама: 4:2, 1:1, 4:1, 3:4 |         |                  | Париски Акватик Центар, Париз Судије: Тамаш Ковач Војин Путниковић |
| 28. јул 15:00 | Извештај | три играча 2                                 | Стрелци | Даубе            | Париски Акватик Центар, Париз Судије: Тамаш Ковач Војин Путниковић |

| 28. јул 16:35 | Извештај | Хрватска                                     | 11 : 8  | Црна Гора | Париски Акватик Центар, Париз Судије: Борис Маргета Давид Гомез |
| 28. јул 16:35 | Извештај | Резултати по четвртинама: 3:1, 2:4, 3:1, 3:2 |         |           | Париски Акватик Центар, Париз Судије: Борис Маргета Давид Гомез |
| 28. јул 16:35 | Извештај | Фатовић 3                                    | Стрелци | Ђурђић 3  | Париски Акватик Центар, Париз Судије: Борис Маргета Давид Гомез |

| 28. јул 21:05 | Извештај | Румунија                                     | 7 : 14  | Грчка         | Париски Акватик Центар, Париз Судије: Михел Цварт Жанг Лианг |
| 28. јул 21:05 | Извештај | Резултати по четвртинама: 2:4, 3:5, 1:2, 1:3 |         |               | Париски Акватик Центар, Париз Судије: Михел Цварт Жанг Лианг |
| 28. јул 21:05 | Извештај | Џеорџеску, Неамту 2                          | Стрелци | Аргиропулос 4 | Париски Акватик Центар, Париз Судије: Михел Цварт Жанг Лианг |

| 30. јул 12:05 | Извештај | Хрватска                                     | 11 : 14 | Италија     | Париски Акватик Центар, Париз Судије: Михел Цварт Себастијан Дерво |
| 30. јул 12:05 | Извештај | Резултати по четвртинама: 4:3, 2:3, 3:6, 2:2 |         |             | Париски Акватик Центар, Париз Судије: Михел Цварт Себастијан Дерво |
| 30. јул 12:05 | Извештај | Фатовић, Харков 2                            | Стрелци | Ди Фулвио 4 | Париски Акватик Центар, Париз Судије: Михел Цварт Себастијан Дерво |

| 30. јул 16:35 | Извештај | Сједињене Државе                             | 14 : 8  | Румунија                 | Париски Акватик Центар, Париз Судије: Давид Гомез Николас Хоџерс |
| 30. јул 16:35 | Извештај | Резултати по четвртинама: 3:3, 3:0, 4:1, 4:4 |         |                          | Париски Акватик Центар, Париз Судије: Давид Гомез Николас Хоџерс |
| 30. јул 16:35 | Извештај | Боувен, Даубе 3                              | Стрелци | Колодровски, Џеорџеску 3 | Париски Акватик Центар, Париз Судије: Давид Гомез Николас Хоџерс |

| 30. јул 19:30 | Извештај | Црна Гора                                                | 16 : 17 | Грчка        | Париски Акватик Центар, Париз Судије: Франк Оме Тамаш Ковач |
| 30. јул 19:30 | Извештај | Резултати по четвртинама: 4:2, 3:3, 2:3, 3:4 Пенали: 4:5 |         |              | Париски Акватик Центар, Париз Судије: Франк Оме Тамаш Ковач |
| 30. јул 19:30 | Извештај | Попадић 4                                                | Стрелци | Влахопулос 3 | Париски Акватик Центар, Париз Судије: Франк Оме Тамаш Ковач |

| 1. август 10:30 | Извештај | Грчка                                        | 13 : 11 | Сједињене Државе | Париски Акватик Центар, Париз Судије: Давид Гомез Себастијан Дерво |
| 1. август 10:30 | Извештај | Резултати по четвртинама: 4:4, 3:2, 4:3, 2:2 |         |                  | Париски Акватик Центар, Париз Судије: Давид Гомез Себастијан Дерво |
| 1. август 10:30 | Извештај | Аргиропулос 4                                | Стрелци | Боувен, Ирвинг 2 | Париски Акватик Центар, Париз Судије: Давид Гомез Себастијан Дерво |

| 1. август 16:35 | Извештај | Италија                                                  | 11 : 9  | Црна Гора | Париски Акватик Центар, Париз Судије: Борис Маргета Михел Цварт |
| 1. август 16:35 | Извештај | Резултати по четвртинама: 2:2, 2:2, 3:3, 1:1 Пенали: 3:1 |         |           | Париски Акватик Центар, Париз Судије: Борис Маргета Михел Цварт |
| 1. август 16:35 | Извештај | Фулвио, Еченике 2                                        | Стрелци | Попадић 3 | Париски Акватик Центар, Париз Судије: Борис Маргета Михел Цварт |

| 1. август 19:30 | Извештај | Румунија                                     | 8 : 11  | Хрватска     | Париски Акватик Центар, Париз Судије: Тамаш Ковач Кисато Куросаки |
| 1. август 19:30 | Извештај | Резултати по четвртинама: 0:3, 3:3, 4:5, 1:0 |         |              | Париски Акватик Центар, Париз Судије: Тамаш Ковач Кисато Куросаки |
| 1. август 19:30 | Извештај | Фулеа, Тепелус 2                             | Стрелци | три играча 2 | Париски Акватик Центар, Париз Судије: Тамаш Ковач Кисато Куросаки |

| 3. август 12:05 | Извештај | Хрватска                                     | 14 : 13 | Грчка        | Париски Акватик Центар, Париз Судије: Војин Путниковић Давид Гомез |
| 3. август 12:05 | Извештај | Резултати по четвртинама: 3:3, 1:3, 7:3, 3:4 |         |              | Париски Акватик Центар, Париз Судије: Војин Путниковић Давид Гомез |
| 3. август 12:05 | Извештај | Харков 4                                     | Стрелци | пет играча 2 | Париски Акватик Центар, Париз Судије: Војин Путниковић Давид Гомез |

| 3. август 16:35 | Извештај | Црна Гора                                    | 7 : 12  | Сједињене Државе | Париски Акватик Центар, Париз Судије: Франк Оме Жанг Лианг |
| 3. август 16:35 | Извештај | Резултати по четвртинама: 1:4, 1:3, 4:3, 1:2 |         |                  | Париски Акватик Центар, Париз Судије: Франк Оме Жанг Лианг |
| 3. август 16:35 | Извештај | Ђурђић 3                                     | Стрелци | Даубе 5          | Париски Акватик Центар, Париз Судије: Франк Оме Жанг Лианг |

| 3. август 21:05 | Извештај | Италија                                      | 18 : 7  | Румунија      | Париски Акватик Центар, Париз Судије: Тамаш Ковач Николас Хоџерс |
| 3. август 21:05 | Извештај | Резултати по четвртинама: 6:2, 4:1, 5:1, 3:3 |         |               | Париски Акватик Центар, Париз Судије: Тамаш Ковач Николас Хоџерс |
| 3. август 21:05 | Извештај | три играча 3                                 | Стрелци | Колодровски 3 | Париски Акватик Центар, Париз Судије: Тамаш Ковач Николас Хоџерс |

| 5. август 15:10 | Извештај | Грчка                                        | 9 : 8   | Италија          | Париски Акватик Центар, Париз Судије: Михел Цварт Жанг Лианг |
| 5. август 15:10 | Извештај | Резултати по четвртинама: 2:2, 4:3, 0:1, 3:2 |         |                  | Париски Акватик Центар, Париз Судије: Михел Цварт Жанг Лианг |
| 5. август 15:10 | Извештај | Аргиропулос 4                                | Стрелци | Бруни, Кондеми 3 | Париски Акватик Центар, Париз Судије: Михел Цварт Жанг Лианг |

| 5. август 18:30 | Извештај | Хрватска                                     | 11 : 14 | Сједињене Државе | Париски Акватик Центар, Париз Судије: Себастијан Дерво Франк Оме |
| 5. август 18:30 | Извештај | Резултати по четвртинама: 2:5, 3:5, 2:1, 4:3 |         |                  | Париски Акватик Центар, Париз Судије: Себастијан Дерво Франк Оме |
| 5. август 18:30 | Извештај | Харков 5                                     | Стрелци | Даубе, Ирвинг 3  | Париски Акватик Центар, Париз Судије: Себастијан Дерво Франк Оме |

| 5. август 21:40 | Извештај | Румунија                                     | 7 : 10  | Црна Гора | Париски Акватик Центар, Париз Судије: Борис Маргета Јасер Мехалел |
| 5. август 21:40 | Извештај | Резултати по четвртинама: 3:3, 1:2, 1:2, 2:3 |         |           | Париски Акватик Центар, Париз Судије: Борис Маргета Јасер Мехалел |
| 5. август 21:40 | Извештај | Фулеа 2                                      | Стрелци | Мршић 3   | Париски Акватик Центар, Париз Судије: Борис Маргета Јасер Мехалел |

| Поз. | Репрезентација   | О | Д | ДП | И | И | ДГ | ПГ | Разл. | Бод. | Пласман      |
| ---- | ---------------- | - | - | -- | - | - | -- | -- | ----- | ---- | ------------ |
| 1.   | Грчка            | 5 | 3 | 1  | 0 | 1 | 61 | 52 | +9    | 11   | Четвртфинале |
| 2.   | Италија          | 5 | 3 | 1  | 0 | 1 | 60 | 43 | +17   | 11   | Четвртфинале |
| 3.   | Сједињене Државе | 5 | 3 | 0  | 0 | 2 | 59 | 51 | +8    | 9    | Четвртфинале |
| 4.   | Хрватска         | 5 | 3 | 0  | 0 | 2 | 58 | 57 | +1    | 9    | Четвртфинале |
| 5.   | Црна Гора        | 5 | 1 | 0  | 2 | 2 | 45 | 50 | −5    | 5    |              |
| 6.   | Румунија         | 5 | 0 | 0  | 0 | 5 | 37 | 67 | −30   | 0    |              |

### Група Б
| 28. јул 10:30 | Извештај | Аустралија                                   | 5 : 9   | Шпанија   | Париски Акватик Центар, Париз Судије: Георгиос Ставридис Дарен Спиритосанто |
| 28. јул 10:30 | Извештај | Резултати по четвртинама: 1:2, 2:3, 1:3, 1:1 |         |           | Париски Акватик Центар, Париз Судије: Георгиос Ставридис Дарен Спиритосанто |
| 28. јул 10:30 | Извештај | Ламби, Максимовић 2                          | Стрелци | Мунариз 3 | Париски Акватик Центар, Париз Судије: Георгиос Ставридис Дарен Спиритосанто |

| 28. јул 12:05 | Извештај | Србија                                       | 16 : 15 | Јапан   | Париски Акватик Центар, Париз Судије: Рафаеле Коломбо Веселин Мишковић |
| 28. јул 12:05 | Извештај | Резултати по четвртинама: 4:4, 3:4, 5:3, 4:4 |         |         | Париски Акватик Центар, Париз Судије: Рафаеле Коломбо Веселин Мишковић |
| 28. јул 12:05 | Извештај | Мандић 7                                     | Стрелци | Инаба 6 | Париски Акватик Центар, Париз Судије: Рафаеле Коломбо Веселин Мишковић |

| 28. јул 19:30 | Извештај | Француска                                    | 12 : 13 | Мађарска  | Париски Акватик Центар, Париз Судије: Андријан Александреску Андреј Франуловић |
| 28. јул 19:30 | Извештај | Резултати по четвртинама: 1:5, 4:4, 2:1, 5:3 |         |           | Париски Акватик Центар, Париз Судије: Андријан Александреску Андреј Франуловић |
| 28. јул 19:30 | Извештај | Верно 4                                      | Стрелци | Вигвари 3 | Париски Акватик Центар, Париз Судије: Андријан Александреску Андреј Франуловић |

| 30. јул 10:30 | Извештај | Аустралија                                   | 8 : 3   | Србија   | Париски Акватик Центар, Париз Судије: Андреј Франуловић Жанг Лианг |
| 30. јул 10:30 | Извештај | Резултати по четвртинама: 1:0, 5:1, 1:0, 1:2 |         |          | Париски Акватик Центар, Париз Судије: Андреј Франуловић Жанг Лианг |
| 30. јул 10:30 | Извештај | Павилард 4                                   | Стрелци | Мандић 2 | Париски Акватик Центар, Париз Судије: Андреј Франуловић Жанг Лианг |

| 30. јул 15:00 | Извештај | Јапан                                        | 13 : 14 | Француска | Париски Акватик Центар, Париз Судије: Георгиос Ставридис Дарен Спиритосанто |
| 30. јул 15:00 | Извештај | Резултати по четвртинама: 4:4, 2:3, 3:3, 4:4 |         |           | Париски Акватик Центар, Париз Судије: Георгиос Ставридис Дарен Спиритосанто |
| 30. јул 15:00 | Извештај | Инаба 6                                      | Стрелци | Бодегас 3 | Париски Акватик Центар, Париз Судије: Георгиос Ставридис Дарен Спиритосанто |

| 30. јул 21:05 | Извештај | Шпанија                                      | 10 : 7  | Мађарска | Париски Акватик Центар, Париз Судије: Борис Маргета Рафаеле Коломбо |
| 30. јул 21:05 | Извештај | Резултати по четвртинама: 2:1, 2:2, 4:3, 2:1 |         |          | Париски Акватик Центар, Париз Судије: Борис Маргета Рафаеле Коломбо |
| 30. јул 21:05 | Извештај | три играча 2                                 | Стрелци | Анђал 2  | Париски Акватик Центар, Париз Судије: Борис Маргета Рафаеле Коломбо |

| 1. август 12:05 | Извештај | Србија                                       | 11 : 15 | Шпанија    | Париски Акватик Центар, Париз Судије: Адријан Александреску Рафаеле Коломбо |
| 1. август 12:05 | Извештај | Резултати по четвртинама: 3:4, 3:3, 3:3, 2:5 |         |            | Париски Акватик Центар, Париз Судије: Адријан Александреску Рафаеле Коломбо |
| 1. август 12:05 | Извештај | Мандић 4                                     | Стрелци | Гранадос 4 | Париски Акватик Центар, Париз Судије: Адријан Александреску Рафаеле Коломбо |

| 1. август 15:00 | Извештај | Француска                                    | 8 : 9   | Аустралија   | Париски Акватик Центар, Париз Судије: Андреј Франуловић Веселин Мишковић |
| 1. август 15:00 | Извештај | Резултати по четвртинама: 0:1, 3:3, 2:3, 3:2 |         |              | Париски Акватик Центар, Париз Судије: Андреј Франуловић Веселин Мишковић |
| 1. август 15:00 | Извештај | Крусија, Бјорх 3                             | Стрелци | Максимовић 3 | Париски Акватик Центар, Париз Судије: Андреј Франуловић Веселин Мишковић |

| 1. август 21:05 | Извештај | Мађарска                                     | 17 : 10 | Јапан      | Париски Акватик Центар, Париз Судије: Франк Оме Жанг Лианг |
| 1. август 21:05 | Извештај | Резултати по четвртинама: 5:2, 4:2, 3:2, 5:4 |         |            | Париски Акватик Центар, Париз Судије: Франк Оме Жанг Лианг |
| 1. август 21:05 | Извештај | Вигваре 4                                    | Стрелци | Ватанабе 3 | Париски Акватик Центар, Париз Судије: Франк Оме Жанг Лианг |

| 3. август 10:30 | Извештај | Шпанија                                      | 23 : 8  | Јапан   | Париски Акватик Центар, Париз Судије: Михел Цварт Дарен Спиритосанто |
| 3. август 10:30 | Извештај | Резултати по четвртинама: 4:0, 6:2, 7:4, 6:2 |         |         | Париски Акватик Центар, Париз Судије: Михел Цварт Дарен Спиритосанто |
| 3. август 10:30 | Извештај | Санахуја 5                                   | Стрелци | Окава 2 | Париски Акватик Центар, Париз Судије: Михел Цварт Дарен Спиритосанто |

| 3. август 15:00 | Извештај | Аустралија                                   | 9 : 8   | Мађарска  | Париски Акватик Центар, Париз Судије: Георгиос Ставридис Веселин Мишковић |
| 3. август 15:00 | Извештај | Резултати по четвртинама: 2:2, 2:3, 2:2, 3:1 |         |           | Париски Акватик Центар, Париз Судије: Георгиос Ставридис Веселин Мишковић |
| 3. август 15:00 | Извештај | Едвардс, Максимовић 2                        | Стрелци | Манхерц 4 | Париски Акватик Центар, Париз Судије: Георгиос Ставридис Веселин Мишковић |

| 3. август 19:30 | Извештај | Србија                                       | 15 : 8  | Француска        | Париски Акватик Центар, Париз Судије: Борис Маргета Андријан Александреску |
| 3. август 19:30 | Извештај | Резултати по четвртинама: 4:2, 4:2, 4:2, 3:2 |         |                  | Париски Акватик Центар, Париз Судије: Борис Маргета Андријан Александреску |
| 3. август 19:30 | Извештај | четири играча 2                              | Стрелци | Марзуки, Верно 2 | Париски Акватик Центар, Париз Судије: Борис Маргета Андријан Александреску |

| 5. август 12:00 | Извештај | Мађарска                                     | 17 : 13 | Србија   | Париски Акватик Центар, Париз Судије: Андријан Александреску Андреј Франуловић |
| 5. август 12:00 | Извештај | Резултати по четвртинама: 2:4, 7:3, 6:2, 2:4 |         |          | Париски Акватик Центар, Париз Судије: Андријан Александреску Андреј Франуловић |
| 5. август 12:00 | Извештај | Фекете, Заланки 4                            | Стрелци | Мандић 5 | Париски Акватик Центар, Париз Судије: Андријан Александреску Андреј Франуловић |

| 5. август 13:35 | Извештај | Аустралија                                   | 13 : 14 | Јапан | Париски Акватик Центар, Париз Судије: Рафаеле Коломбо Дарен Спиритосанто |
| 5. август 13:35 | Извештај | Резултати по четвртинама: 5:2, 2:4, 2:4, 4:4 |         |       | Париски Акватик Центар, Париз Судије: Рафаеле Коломбо Дарен Спиритосанто |
| 5. август 13:35 | Извештај | Максимовић 3                                 | Стрелци | Инаба | Париски Акватик Центар, Париз Судије: Рафаеле Коломбо Дарен Спиритосанто |

| 5. август 20:05 | Извештај | Француска                                    | 8 : 10  | Шпанија             | Париски Акватик Центар, Париз Судије: Георгиос Ставридис Веселин Мишковић |
| 5. август 20:05 | Извештај | Резултати по четвртинама: 1:2, 2:2, 4:2, 1:3 |         |                     | Париски Акватик Центар, Париз Судије: Георгиос Ставридис Веселин Мишковић |
| 5. август 20:05 | Извештај | Крусија 3                                    | Стрелци | Мунариз, Санахуја 3 | Париски Акватик Центар, Париз Судије: Георгиос Ставридис Веселин Мишковић |

| Поз. | Репрезентација | О | Д | ДП | И | И | ДГ | ПГ | Разл. | Бод. | Пласман      |
| ---- | -------------- | - | - | -- | - | - | -- | -- | ----- | ---- | ------------ |
| 1.   | Шпанија        | 5 | 5 | 0  | 0 | 0 | 67 | 39 | +28   | 15   | Четвртфинале |
| 2.   | Аустралија     | 5 | 3 | 0  | 0 | 2 | 44 | 42 | +2    | 9    | Четвртфинале |
| 3.   | Мађарска       | 5 | 3 | 0  | 0 | 2 | 62 | 54 | +8    | 9    | Четвртфинале |
| 4.   | Србија         | 5 | 2 | 0  | 0 | 3 | 58 | 63 | −5    | 6    | Четвртфинале |
| 5.   | Француска      | 5 | 1 | 0  | 0 | 4 | 50 | 60 | −10   | 3    |              |
| 6.   | Аустралија     | 5 | 1 | 0  | 0 | 4 | 60 | 83 | −23   | 3    |              |

## Завршница
|  | Четвртфинале     | Четвртфинале     |                  |       | Полуфинале  | Полуфинале  |  |  | Финале | Финале |
|  |                  |                  |                  |       |             |             |  |  |        |        |
|  | 7. август        |                  |                  |       |             |             |  |  |        |        |
|  |                  |                  |                  |       |             |             |  |  |        |        |
|  | Грчка            | 11               |                  |       |             |             |  |  |        |        |
|  | Грчка            | 11               | 9. август        |       |             |             |  |  |        |        |
|  | Србија           | 12               |                  |       |             |             |  |  |        |        |
|  | Србија           | 12               | Србија           | 10    |             |             |  |  |        |        |
|  | 7. август        |                  | Србија           | 10    |             |             |  |  |        |        |
|  |                  | Сједињене Државе | 6                |       |             |             |  |  |        |        |
|  | Сједињене Државе | Сједињене Државе | 6                | 7 (4) |             |             |  |  |        |        |
|  | Сједињене Државе |                  | 11. август       | 7 (4) |             |             |  |  |        |        |
|  | Аустралија       | 7 (3)            |                  |       |             |             |  |  |        |        |
|  | Аустралија       | 7 (3)            | Србија           | 13    |             |             |  |  |        |        |
|  | 7. август        |                  | Србија           | 13    |             |             |  |  |        |        |
|  |                  | Хрватска         | 11               |       |             |             |  |  |        |        |
|  | Италија          | Хрватска         | 11               | 9 (1) |             |             |  |  |        |        |
|  | Италија          | 9. август        |                  | 9 (1) |             |             |  |  |        |        |
|  | Мађарска         | 9 (3)            |                  |       |             |             |  |  |        |        |
|  | Мађарска         | 9 (3)            | Мађарска         | 8     |             |             |  |  |        |        |
|  | 7. август        |                  | Мађарска         | 8     |             |             |  |  |        |        |
|  |                  | Хрватска         | 9                |       | Треће место | Треће место |  |  |        |        |
|  | Хрватска         | Хрватска         | 9                | 10    | Треће место | Треће место |  |  |        |        |
|  | Хрватска         |                  | 11. август       | 10    |             |             |  |  |        |        |
|  | Шпанија          | 8                |                  |       |             |             |  |  |        |        |
|  | Шпанија          | 8                | Сједињене Државе | 8 (3) |             |             |  |  |        |        |
|  |                  |                  |                  |       |             |             |  |  |        |        |
|  | Мађарска         | 8 (0)            |                  |       |             |             |  |  |        |        |
|  | Мађарска         | 8 (0)            |                  |       |             |             |  |  |        |        |

|  | Полуфинале | Полуфинале |             |    | За 5. место | За 5. место |
|  |            |            |             |    |             |             |
|  | 9. август  |            |             |    |             |             |
|  |            |            |             |    |             |             |
|  | Грчка      | 15         |             |    |             |             |
|  | Грчка      | 15         | 11. август  |    |             |             |
|  | Аустралија | 9          |             |    |             |             |
|  | Аустралија | 9          | Грчка       | 15 |             |             |
|  | 9. август  |            | Грчка       | 15 |             |             |
|  |            | Шпанија    | 13          |    |             |             |
|  | Италија    | Шпанија    | 13          | 9  |             |             |
|  | Италија    |            |             | 9  |             |             |
|  | Шпанија    | 11         |             |    |             |             |
|  | Шпанија    | 11         | За 7. место |    |             |             |
|  |            |            |             |    |             |             |
|  | 11. август |            |             |    |             |             |
|  |            |            |             |    |             |             |
|  | Аустралија | 6          |             |    |             |             |
|  | Аустралија | 6          |             |    |             |             |
|  | Италија    | 10         |             |    |             |             |

### Четвртфинале
| 7. август 14:00 | Извештај | Хрватска                                     | 10 : 8  | Шпанија      | Париски Акватик Центар, Париз Судије: Борис Маргета Дарен Спиритосанто |
| 7. август 14:00 | Извештај | Резултати по четвртинама: 2:0, 4:3, 2:2, 2:3 |         |              | Париски Акватик Центар, Париз Судије: Борис Маргета Дарен Спиритосанто |
| 7. август 14:00 | Извештај | три играча 2                                 | Стрелци | три играча 2 | Париски Акватик Центар, Париз Судије: Борис Маргета Дарен Спиритосанто |

| 7. август 15:35 | Извештај | Грчка                                        | 11 : 12 | Србија   | Париски Акватик Центар, Париз Судије: Франк Оме Андреј Франуловић |
| 7. август 15:35 | Извештај | Резултати по четвртинама: 3:3, 2:3, 4:2, 2:4 |         |          | Париски Акватик Центар, Париз Судије: Франк Оме Андреј Франуловић |
| 7. август 15:35 | Извештај | Скумпакис 3                                  | Стрелци | Мандић 5 | Париски Акватик Центар, Париз Судије: Франк Оме Андреј Франуловић |

| 7. август 19:00 | Извештај | Сједињене Државе                                         | 11 : 10 | Аустралија | Париски Акватик Центар, Париз Судије: Рафаеле Коломбо Себастијан Дерво |
| 7. август 19:00 | Извештај | Резултати по четвртинама: 1:3, 2:2, 2:0, 2:2 Пенали: 4:3 |         |            | Париски Акватик Центар, Париз Судије: Рафаеле Коломбо Себастијан Дерво |
| 7. август 19:00 | Извештај | Боувен, Даубе 2                                          | Стрелци | Павилард 4 | Париски Акватик Центар, Париз Судије: Рафаеле Коломбо Себастијан Дерво |

| 7. август 20:35 | Извештај | Италија                                                  | 10 : 12 | Мађарска  | Париски Акватик Центар, Париз Судије: Адријан Александреску Веселин Мишковић |
| 7. август 20:35 | Извештај | Резултати по четвртинама: 2:3, 0:1, 5:2, 2:3 Пенали: 1:3 |         |           | Париски Акватик Центар, Париз Судије: Адријан Александреску Веселин Мишковић |
| 7. август 20:35 | Извештај | Ди Фулвио, Еченике 3                                     | Стрелци | Манхерц 4 | Париски Акватик Центар, Париз Судије: Адријан Александреску Веселин Мишковић |

### Пласман од 5. до 8. места
| 9. август 13:00 | Извештај | Италија                                      | 9 : 11  | Шпанија            | Париски Акватик Центар, Париз Судије: Михел Цварт Себастијан Дерво |
| 9. август 13:00 | Извештај | Резултати по четвртинама: 0:4, 3:2, 3:3, 3:2 |         |                    | Париски Акватик Центар, Париз Судије: Михел Цварт Себастијан Дерво |
| 9. август 13:00 | Извештај | Еченике, Грата 2                             | Стрелци | Гранадос, Пероне 3 | Париски Акватик Центар, Париз Судије: Михел Цварт Себастијан Дерво |

| 9. август 18:00 | Извештај | Грчка                                        | 15 : 9  | Аустралија   | Париски Акватик Центар, Париз Судије: Тамаш Ковач Андреј Франуловић |
| 9. август 18:00 | Извештај | Резултати по четвртинама: 3:1, 2:2, 5:3, 5:3 |         |              | Париски Акватик Центар, Париз Судије: Тамаш Ковач Андреј Франуловић |
| 9. август 18:00 | Извештај | Какарис 4                                    | Стрелци | три играча 2 | Париски Акватик Центар, Париз Судије: Тамаш Ковач Андреј Франуловић |

### Полуфинале
| 9. август 14:35 | Извештај | Србија                                       | 10 : 6  | Сједињене Државе | Париски Акватик Центар, Париз Судије: Георгиос Ставридис Рафаеле Коломбо |
| 9. август 14:35 | Извештај | Резултати по четвртинама: 2:2, 4:2, 2:2, 2:0 |         |                  | Париски Акватик Центар, Париз Судије: Георгиос Ставридис Рафаеле Коломбо |
| 9. август 14:35 | Извештај | Дедовић 4                                    | Стрелци | Вавић 2          | Париски Акватик Центар, Париз Судије: Георгиос Ставридис Рафаеле Коломбо |

| 9. август 19:35 | Извештај | Мађарска                                     | 8 : 9   | Хрватска  | Париски Акватик Центар, Париз Судије: Франк Оме Давид Гомез |
| 9. август 19:35 | Извештај | Резултати по четвртинама: 3:3, 2:4, 2:2, 1:0 |         |           | Париски Акватик Центар, Париз Судије: Франк Оме Давид Гомез |
| 9. август 19:35 | Извештај | Јаншик, Вамос 2                              | Стрелци | Фатовић 5 | Париски Акватик Центар, Париз Судије: Франк Оме Давид Гомез |

#### Утамица за 7. место
| 10. август 19:35 | Извештај | Аустралија                                   | 6 : 10  | Италија    | Париски Акватик Центар, Париз Судије: Франк Оме Рафаеле Коломбо |
| 10. август 19:35 | Извештај | Резултати по четвртинама: 2:2, 6:4, 4:1, 3:6 |         |            | Париски Акватик Центар, Париз Судије: Франк Оме Рафаеле Коломбо |
| 10. август 19:35 | Извештај | три играча 3                                 | Стрелци | Санахуја 3 | Париски Акватик Центар, Париз Судије: Франк Оме Рафаеле Коломбо |

#### Утамица за 5. место
| 11. август 09:00 | Извештај | Грчка                                        | 15 : 13 | Шпанија   | Париски Акватик Центар, Париз Судије: Франк Оме, Рафаеле Коломбо |
| 11. август 09:00 | Извештај | Резултати по четвртинама: 2:2, 6:4, 4:1, 3:6 |         |           | Париски Акватик Центар, Париз Судије: Франк Оме, Рафаеле Коломбо |
| 11. август 09:00 | Извештај | 3 играча по 3                                | Стрелци | Санауха 3 | Париски Акватик Центар, Париз Судије: Франк Оме, Рафаеле Коломбо |

### Утакмица за треће место
| 11. август 10:35 | Извештај | Сједињене Државе                                             | 11 : 8  | Мађарска         | Париски Акватик Центар, Париз Судије: Себастија Дервијо, Давид Гомез |
| 11. август 10:35 | Извештај | Резултати по четвртинама: 3:2, 1:1, 2:2, 2:3 Продужетак: 3:0 |         |                  | Париски Акватик Центар, Париз Судије: Себастија Дервијо, Давид Гомез |
| 11. август 10:35 | Извештај | Халок 2                                                      | Стрелци | Варга, Заланки 2 | Париски Акватик Центар, Париз Судије: Себастија Дервијо, Давид Гомез |

### Финале
| 11. август 14:00 | Извештај | Србија                                       | 13 : 11 | Хрватска         | Париски Акватик Центар, Париз Судије: Борис Маргета, Михел Цварт |
| 11. август 14:00 | Извештај | Резултати по четвртинама: 5:2, 3:3, 3:3, 2:3 |         |                  | Париски Акватик Центар, Париз Судије: Борис Маргета, Михел Цварт |
| 11. август 14:00 | Извештај | Ћук 3                                        | Стрелци | Маринић Крагић 3 | Париски Акватик Центар, Париз Судије: Борис Маргета, Михел Цварт |

| 2° место Хрватска | Олимпијски победник на играма у Паризу 2024. године Србија 3° титула | 3° место САД |

## Коначан пласман
| Позиција                   | Репрезентација   | ОУ | П  | ПО | ГД  | ГП  | ГР  |
| -------------------------- | ---------------- | -- | -- | -- | --- | --- | --- |
| Финале                     |                  |    |    |    |     |     |     |
|                            | Србија           | 8  | 5  | 3  | 93  | 91  | +2  |
|                            | Хрватска         | 8  | 5  | 3  | 88  | 86  | +2  |
| Елиминисани у полуфиналу   |                  |    |    |    |     |     |     |
|                            | Сједињене Државе | 8  | 5  | 3  | 87  | 79  | +8  |
| 4.                         | Мађарска         | 8  | 4  | 4  | 90  | 84  | +6  |
| Елиминисани у четвртфиналу |                  |    |    |    |     |     |     |
| 5.                         | Грчка            | 8  | 6  | 2  | 102 | 86  | +16 |
| 6.                         | Шпанија          | 8  | 6  | 2  | 99  | 73  | +26 |
| 7.                         | Италија          | 8  | 5  | 3  | 89  | 72  | +17 |
| 8.                         | Аустралија       | 8  | 3  | 5  | 69  | 78  | -9  |
| Елиминисани у групној фази |                  |    |    |    |     |     |     |
| 9.                         | Црна Гора        | 5  | 1  | 4  | 45  | 50  | -5  |
| 10.                        | Француска        | 5  | 1  | 4  | 50  | 60  | -10 |
| 11.                        | Јапан            | 5  | 1  | 4  | 60  | 83  | -23 |
| 12.                        | Румунија         | 5  | 0  | 5  | 37  | 67  | -30 |
|                            | Укупно           | 84 | 42 | 42 | 909 | 909 | 0   |

## Награде
| Позиција            | Ватерполиста      |
| ------------------- | ----------------- |
| Голман              | Адријан Вајнберг  |
| Најбољи тим         | Ханес Даубе       |
| Најбољи тим         | Лорен Фатовић     |
| Најбољи тим         | Алваро Гранадос   |
| Најбољи тим         | Инаба Јусзуке     |
| Најбољи тим         | Душан Мандић      |
| Најбољи тим         | Манхерц Кристијан |
| Најбољи играч (МВП) | Душан Мандић      |